# Lenalidomida
Lenalidomida (nome comercial Revlimid ) é um fármaco utilizado no tratamento de mieloma múltiplo e da síndrome mielodisplásica. É uma droga imunomoduladora, derivada da talidomida, introduzido no mercado em 2004. Esse medicamento oral é indicado, em combinação com a dexametasona, para o tratamento de pacientes com mieloma múltiplo refratário ou recidivado que já tenham recebido pelo menos um tratamento anterior. A lenalidomida também é indicada para pacientes com anemia dependente de transfusões decorrentes de síndrome mielodisplásica.  

## Anvisa
A ANVISA, órgão de regulação sanitária no Brasil, aprovou o registro do medicamento no país em dezembro de 2017.  
O medicamento foi aprovado através da portaria da Anvisa nº344/98, RDC nº 192 de 11/12/2017.  
O Revlimid foi registrado na forma de cápsulas nas concentrações de 2,5mg, 5 mg, 10 mg e 25mg. O produto será fabricado pela empresa Celgene International, localizada na Suiça. O dono do registro no Brasil é a Celgene Brasil Produtos Farmacêuticos Ltda.
Por ser uma substância controlada, médicos e farmacêuticos precisam completar uma certificação obrigatória de Revlimid. Essa capacitação é oferecida pela Celgene através do Programa de Prevenção à Gravidez (PPG) de Revlimid (lenalidomida) denominado Programa RevCare Brasil .